# Чорба
Чо́рба (серб. čorba; рум. ciorbă) — название молдавских, румынских, сербских, македонских и болгарских горячих густых национальных супов, долю жидкой основы которых до половины составляет квас или борш.
Название происходит от турецкого слова «шурпа» (тур. çorba), по-разному произносимого на Ближнем и Среднем Востоке и давшего имя различным по составу и технологии супам как тюркских народов, так и других народов, живших на территории Османской империи: шурпа, шурбо, щорба, шурьба, шюрьпе, шорпа, шурва.
Каждое искажение данного слова превратилось в самостоятельное блюдо того или иного народа, поскольку оно оказалось связанным с его национальными блюдами. Таким образом, под почти одинаковым словом сейчас подразумеваются блюда разных народов.